# Nathalie Picquot
Nathalie-Sophie Picquot (Hamburgo, 1975) es una especialista franco-alemana en desarrollo de negocio, marketing y ventas en el ámbito digital. Desde marzo de 2021 es directora global de Corporate Marketing, Brand Experiencie y Digital Engagement del Banco Santander. De noviembre de 2017  hasta febrero de 2021 fue directora general de Twitter España y Portugal puesto que dejó debido a discrepancias con política de censura de la red social.

## Trayectoria
De familia francesa, nació en Alemania por casualidad viviendo en numerosos país antes de recalar en España a principios del año 2.000.
Tiene un Bachelor of Arts-BA en Ciencias Políticas y Relaciones Internacionales por la Cornell University de Nueva York y ha cursado un master en Estrategia en la Harvard Business School.  Ha desarrollado su profesión en EE. UU., Irlanda, Francia, Hong Kong y España.
Empezó a trabajar en el departamento de ventas de publicidad para el International Herald Tribune en Nueva York y terminada su formación en la Hong Kong International School en 1997, se incorporó a DoubleClick como International Business Development Manager. En 2002 pasó a desempeñar una responsabilidad parecida en AdLINK donde permanece hasta que en 2006 ficha por Google donde desempeñó diversos cargos de dirección, entre ellos Head of You Tube Sales Spain, o Director Branding and Agencies, hasta que se ha trasladado a Twitter.
Trabajó en compañías como AdLINK, DoubleClick o International Herald Tribune en cargos relacionados con negocio y ventas. Posteriormente se incorporó a Google España donde trabajó durante 11 años hasta que en 2017 fue nombrada directora general de Twitter España y Portugal sustituyendo a Pepe López de Ayala, nombrado director general de Twitter para los mercados de habla hispana de Latinoamérica.  Desde marzo de 2019 hasta septiembre de 2020 fue igualmente consejera de MásMóvil y a principios de marzo fue nombrada consejera independiente de Sanitas. 
En febrero de 2021 anunció que dejaba Twitter debido a discrepancias con la política de censura en esta red social.
En marzo de 2021 se anunció su incorporación al departamento de Comunicación y Marketing del Banco Santander, como directora global de Corporate Marketing, Brand Experiencie y Digital Engagement, un cargo de nueva creación para impulsar la transformación digital del banco.